# Класс коррекции
«Класс корре́кции» — российский драматический фильм 2014 года, снятый по мотивам одноимённой повести Екатерины Мурашовой. Фильм является полнометражным игровым дебютом режиссёра Ивана Твердовского.
Премьера состоялась 4 июня 2014 года на кинофестивале «Кинотавр». В российский прокат картина вышла 25 сентября 2014 года.

## Сюжет
После многолетнего домашнего обучения девочка-колясочница не только встречает свою первую любовь, но и в своей жизни впервые сталкивается с жестокостью окружающего мира.

## В ролях

### Дети
| Актёр           | Роль          |
| --------------- | ------------- |
| Мария Поезжаева | Лена Чехова   |
| Филипп Авдеев   | Антон Соболев |
| Никита Кукушкин | Миша          |
| Юлия Серина     | Витька        |
| Артём Маркарьян | Митька        |
| Мария Урядова   | Оля           |

### Взрослые
| Актёр              | Роль                                     |
| ------------------ | ---------------------------------------- |
| Наталья Павленкова | Светлана Викторовна мама Лены            |
| Ольга Лапшина      | Полина Григорьевна мама Антона           |
| Наталья Домерецкая | Тереза Павловна Кузнецова директор школы |
| Марина Николаева   | Елена Викторовна завуч                   |
| Ирина Вилкова      | Людмила Николаевна классный руководитель |
| Елена Нестерова    | учитель математики                       |
| Жаннетта Демихова  | Ольга Николаевна уборщица                |

## Создание
Мария Поезжаева, Филипп Авдеев и Никита Кукушкин являются актёрами Гоголь-центра. Съёмки проходили с августа по сентябрь 2013 года в Москве, Наро-Фоминске и рабочем посёлке Киевский. Съёмочный период занял 25 дней. Главная героиня — Лена Чехова — названа режиссёром картины в честь его первой любви.
Саундтрек картины исполнен актёрами «Седьмой студии» Кирилла Серебренникова. Ими была создана корпорация «Жёлтый Асфальт», в которую входят Филипп Авдеев, Никита Кукушкин, Роман Шмаков, Риналь Мухаметов и Юрий Лобиков. Последний из них выступает также и как сольный исполнитель под творческим псевдонимом YOURALOBiKOV, чья композиция тоже вошла в фильм.

## Саундтрек
| Исполнитель                 | Название композиции        |
| --------------------------- | -------------------------- |
| [корпорация Жёлтый Асфальт] | Суицидница                 |
| [корпорация Жёлтый Асфальт] | Кровь                      |
| [корпорация Жёлтый Асфальт] | Ты моя                     |
| YOURALOBiKOV                | Очень странный сон         |
| RD87                        | Rain washing away memories |

## Критика
Картина была высоко оценена российской кинокритикой.

«А самая большая удача Твердовского — это грамотное лавирование между опасными камнями эксплуатации темы инвалидов и критики в адрес системы образования. Да, пандусы строят криво и короче, чем нужно. Да, училки по-хамски общаются с учениками, а те хамят им в ответ. Но все это — не более, чем не самый благополучный фон для истории о том, как Лена и Антон встретились и полюбили друг друга».— Илья Миллер, The Hollywood Reporter Russia

«„Класс коррекции“ от начала до конца — это песня в петле, циничный, но откровенный прием, который — большая редкость для российского кино — работает».— Василий Корецкий, Colta.ru

«И кастинг тут так прекрасен, и первые витальные сцены детского хорового единения против скучных „нормальных“ так заразительны, что забываешь, какая тут страшная подмена понятий, как кощунственно любоваться, простите, социальной драмой».— Ольга Касьянова, журнал «Сеанс»

«Твердовский здорово схватывает моменты подростковой изменчивости, влияния коллектива и обстоятельств на пластичную, а в данном случае ещё и сильно травмированную детскую психику: те, кто объединяются, чтобы защитить тебя от внешнего врага, уже на следующий день сами могут начать травить, словно ничего и не было.
Подмечает он и то, что многим людям свойственно жалеть тех, кто слаб в своей слабости, но ломать тех, кто сколь-нибудь успешно борется с обстоятельствами, разрушая попутно обморочный покой системы, в которой главные заповеди: „не лезь“, „не спрашивай“, „тебе больше всех надо?“, „самая умная?“ и тому подобные».— Владимир Лященко, Газета.Ru

«Давно у нас не было столь ярких, самобытных, объемных и серьёзных историй о подростках. Крепкая режиссура, потрясающие актерские работы, операторское мастерство — слагаемые одного из лучших российских фильмов года».— Евгений Ухов, Film.ru

«Картине, кажется, вновь удалось соединить то, что в нашем кино давно распалось: все признаки „артхаусного фильма“ со страстным социальным посылом и способностью сразить любую аудиторию — и киноклубную, и мейнстримовскую. Наконец, это редкий пример обращения к стихийно табуированной у нас теме судьбы людей с ограниченными возможностями — в обществе, возможности которого ещё более ограничены».— Валерий Кичин, Российская газета

«В сущности, мы стали свидетелями рождения яркого режиссёра, с которым можно связывать надежды на новый стиль в нашем кино».— Ирина Любарская, The Hollywood Reporter Russia

«В конечном счёте, это — фильм о волшебстве и его сражении с повседневным мраком. Чудо побеждает; на то оно и кино».— Антон Долин, Вести ФМ

«Если говорить совсем просто, „Класс коррекции“ — это сказка о силе и слабости, стремлении к счастью и самопожертвованию ради любви. Всё — в тех же масштабах, в которых это представляется в пятнадцать, и с тем же повествовательным запалом, какой был у советских писателей-фантастов».— Анна Сотникова, Коммерсантъ

«Дебютант Иван И. Твердовский в первом полном метре пытается опробовать всё, что ему когда-либо хотелось сделать в кино. Цитат здесь — букет, приемов — воз, референций — маленькая тележка. Вместо того чтобы, боясь обвинений в дурном вкусе, робко стилизовать фильм в духе одной из местных традиций школьного кино (а такими традициями наше кино богато), он стилизует его во всех традициях сразу».— Ольга Шакина, Ведомости

«„Класс коррекции“ — максимально живое кино: оно дышит, заставляет чувствовать, сопереживать и плакать (не столько из жалости, сколько из-за того, насколько они похожи на настоящих людей)».— Тимофей Становой, GQ

«Без сомнения, это один из самых сильных отечественных фильмов последнего времени, достойный хорошей кассы».— Роман Грачев, Комсомольская правда

## Награды и номинации
| Награды и номинации                                          | Награды и номинации                             | Награды и номинации | Награды и номинации | Награды и номинации |
| Награда                                                      | Категория                                       | Номинант            | Результат           |                     |
| ------------------------------------------------------------ | ----------------------------------------------- | ------------------- | ------------------- | ------------------- |
| XXV Кинотавр                                                 | «Главный приз»                                  |                     | Номинация           |                     |
| XXV Кинотавр                                                 | «За лучший дебют»                               | Иван И. Твердовский | Победа              |                     |
| XXV Кинотавр                                                 | Приз жюри кинопрокатчиков                       |                     | Победа              |                     |
| XLIX Международный кинофестиваль в Карловых Варах            | Главный приз конкурса «К Востоку от Запада»     |                     | Победа              |                     |
| XLIX Международный кинофестиваль в Карловых Варах            | Специальное упоминание европейских кинокритиков |                     | Победа              |                     |
| XII Международный кинофестиваль стран АТР «Меридианы Тихого» | «За лучший полнометражный фильм»                |                     | Номинация           |                     |
| XII Международный кинофестиваль стран АТР «Меридианы Тихого» | «За лучшую режиссёрскую работу»                 | Иван И. Твердовский | Победа              |                     |
| XII Международный кинофестиваль стран АТР «Меридианы Тихого» | «За лучшую женскую роль»                        | Мария Поезжаева     | Победа              |                     |
| XII фестиваль кино и театра на Амуре «Амурская осень»        | Гран-при в конкурсе полнометражных фильмов      |                     | Номинация           |                     |
| XII фестиваль кино и театра на Амуре «Амурская осень»        | Специальный приз жюри                           | Никита Кукушкин     | Победа              |                     |
| XII фестиваль кино и театра на Амуре «Амурская осень»        | «За режиссуру»                                  | Иван И. Твердовский | Победа              |                     |
| 24-й МКФ восточно-европейского кино в Котбусе                | «Лучший фильм»                                  |                     | Победа              |                     |
| 24-й МКФ восточно-европейского кино в Котбусе                | Приз FIPRESCI                                   |                     | Победа              |                     |
| 24-й МКФ восточно-европейского кино в Котбусе                | Приз экуменистического жюри                     |                     | Победа              |                     |
| Международный кинофестиваль в Марракеше                      | Гран-при — «Золотая звезда»                     |                     | Победа              |                     |

На церемонии вручения премии «Золотой орёл» фильм «Класс коррекции» был награждён специальным призом с формулировкой: «За искренность!».
Картина участвовала в международных кинофестивалях в Греции (Thessaloniki International Film Festival), Турции (Aldana Golden Boll Film Festival), Польше (Ars Independent Film Festival), Канаде (Festival du Cinema Nouveau), Австралии (Asia Pacific Film Festival), Украине (Международный кинофестиваль «Молодость»).